# Darnah

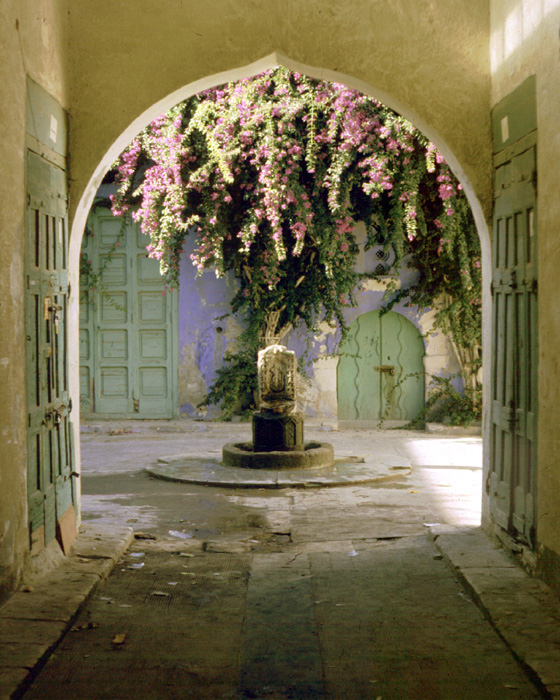
Darnah درنة

Darnah este un oraș în Libia.